# Бахмач (військовий лікар)
Бахмач (роки життя невідомі) — військовий лікар Дієвої армії УНР.
Народився на Кубані, у родині кубанського козака. Закінчив Новоросійський університет.
У 1914–1917 рр. полковий лікар 6-го запасного піхотного полку російської армії.
Після Лютневої революції був обраний головою полкового комітету 6-го запасного піхотного полку.
З 17 березня 1918 року — полковий лікар 3-го Гайдамацького полку Армії УНР. З 29 грудня 1918 року — начальник залоги військ Директорії у Козятині. З 16 січня 1919 року (можливо раніше) — начальник 20-ї дієвої дивізії Дієвої армії УНР. З 21 березня 1919 року — член так званого тимчасового уряду Південного-Західної області УНР (Вапнярської республіки), що вела перемовини з більшовиками про замирення. Подальша доля невідома.